# Lei (Saverio Grandi e Gaetano Curreri)
Lei è una canzone di Saverio Grandi e Gaetano Curreri, uscita in radio il 12 gennaio 2007 e pubblicata su singolo il 2 febbraio dello stesso anno. La canzone sarà inclusa nell'album Gioia e dolore di Saverio Grandi, la cui uscita, prevista inizialmente per aprile e successivamente rinviata per settembre 2007, è stata ulteriormente smentita e fissata per il 2008.
Il brano è l'elogio ad una Lei ipotetica, che può essere una donna o la musica. Il protagonista del brano (che si può impersonificare in ognuno di noi) racconta di star bene con Lei, che gli tiene compagnia nei momenti di solitudine e lo conforta nei momenti tristi, è sempre presente nei suoi pensieri e nella sua vita, non lo abbandona mai e lo allontana dai guai; senza di Lei, lui non può vivere. Ma questa Lei non è solo sua, ma appartiene solo a se stessa, e sarà di chiunque ancora la amerà e inventerà, in modo tale che potrà averla accanto e provare tutte quelle emozioni che solo Lei sa regalare.
Il singolo, oltre alla brano cantato in duetto dai suoi due autori, contiene la rispettiva versione strumentale e l'inedito Il fiume dell'amore.
La copertina del singolo è stata disegnata dal cantautore emiliano Luca Carboni.
Saverio Grandi e Gaetano Curreri hanno proposto, nel gennaio 2008 ed in anteprima televisiva, il brano Lei nel programma Ora tocca a me condotto da Fabrizio Frizzi e andato in onda su Raitre, dopo aver vinto il Premio Lunezia per il valor musical-letterario dell'album Canzoni per parrucchiere Live Tour pubblicato nel 2006.

## Tracce
1. Lei (Saverio Grandi / Gaetano Curreri) - 03:45;
2. Il fiume dell'amore (Saverio Grandi) - 03:39;
3. Lei (instrumental) (Saverio Grandi / Gaetano Curreri) - 03:44